# Jan Tricius

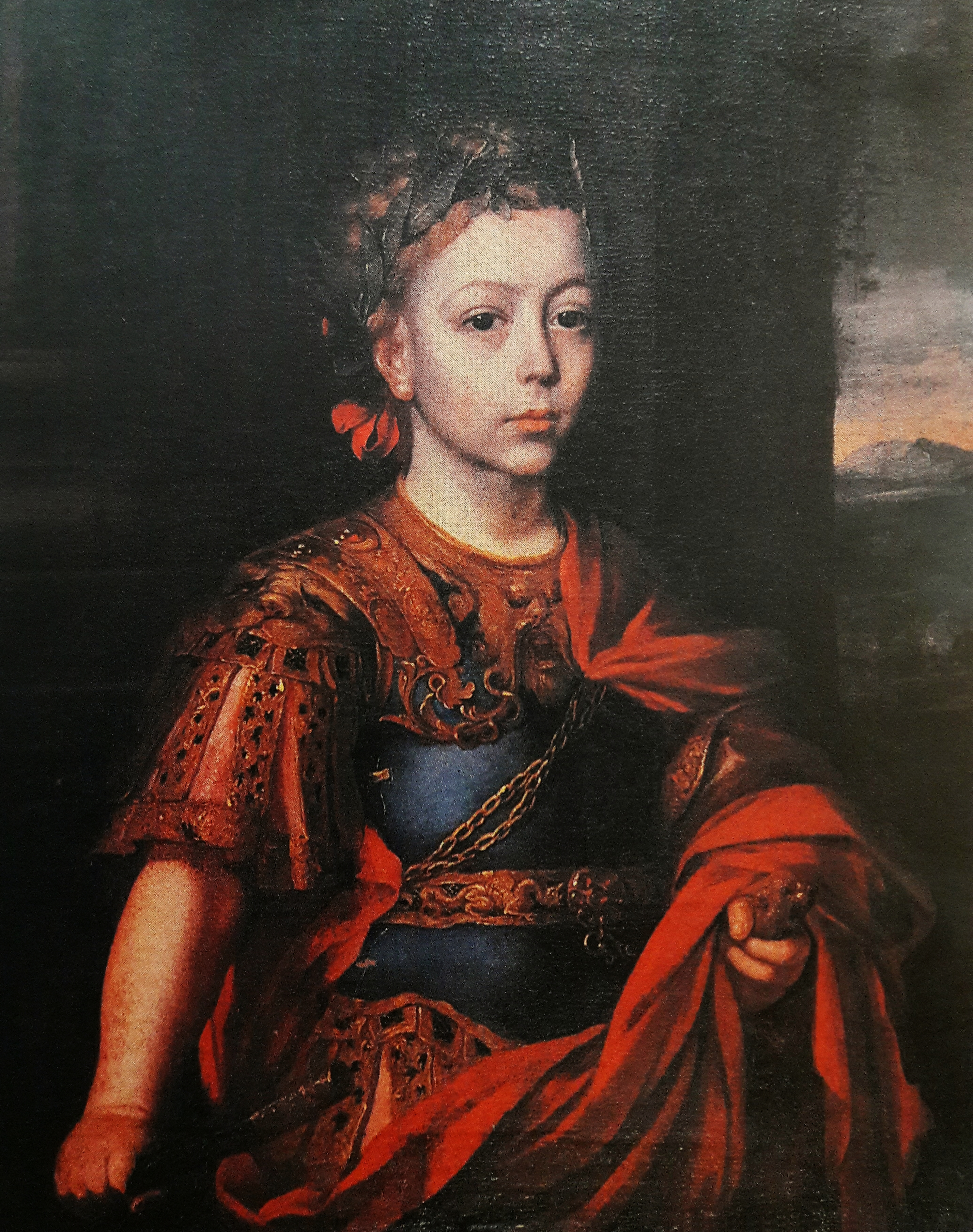
Porträt von Jakob Louis Heinrich Sobieski, Sohn von Johann III. Sobieski

Jan Tricius (auch: Jan Tretko, * um 1620 in Krakau, Polen-Litauen; † 1692 ebenda) war ein polnischer Barockmaler, der am Warschauer Königshof von Johann II. Kasimir, Michael I. und Johann III. Sobieski wirkte.

## Leben
Tricius lernte das Malerhandwerk in Paris, wo er von Nicolas Poussin beeinflusst wurde. Später ging er nach Antwerpen, um sich dort fortzubilden. Dort ließ er sich von Jacob Jordaens inspirieren. Nach 1641 kehrte er nach Polen-Litauen zurück, wo er sich zunächst in Danzig niederließ. 1655 ist er in Krakau nachweisbar. Kurze Zeit später stieg er zum Hofmaler am polnischen Königshof in Warschau auf. Er schuf insbesondere Porträts der Königsfamilie und der Höflinge. Daneben malte er auch religiöse Gemälde. Die Kreuzigung ist als Altarbild in der Pfarrkirche von Bolechowice erhalten. Im Seitenschiff der Kathedrale von Łowicz befindet sich das Gemälde König Johann II. Kasimir in Łowicz. Daneben betätigte sich Tricius als Restaurateur von Gemälden auf dem Krakauer Wawel-Schloss. 1684 bekam er für seine Verdienste das Amt des Schlüsselträgers von Johann III. Sobieski.